# معدن (کیار)
معدن روستایی  از توابع دهستان مشایخ،  بخش ناغان شهرستان کیار از توابع استان چهارمحال و بختیاری است. 
چشمه آب گوگردی که برای امراض پوستی مفید است، نیز در این روستا قرار دارد.  